# مسجد مرزوق الأحمدي
مسجد مرزوق الأحمدي هو مسجد أثري يحمل رقم تسجيل 29، يقع في شارع الجمالية في وسط القاهرة، قام ببنائه الأمير العثماني علي بك في القرن الثامن عشر. وقد ذكره علي باشا مبارك في كتابه الخطط التوفيقية.

## مرزوق الأحمدي
مرزوق الأحمدى ولد باليمن ثم هاجر إلى مصر والتحق بالمدرسة الكاملية وتفقه في علم الحديث. وكان له دور هام إبان الحملة الصليبية التى جاءت إلى مصر بقيادة ملك فرنسا لويس التاسع عام 648 هـ/ 1250م والتى هُزمت بعد معركة المنصورة، توفى مرزوق الأحمدي في عام 677 هـ/ 1278م ودفن بخلوته بالجمالية، حيث أقيمت عليها زاوية صغيرة إلى أن بنى عليه المسجد الحالي في العصر العثماني.

## الوصف
يتكون المسجد من مستطيل مساحته 17 متر × 12 مترا تقريبًا، وللمسجد ثلاث واجهات رئيسية وهى الشمالية الغربية وتطل على شارع الجمالية، والثانية وهى الواجهة الجنوبية الغربية وبها المئذنة وتطل على شارع قصر الشوق، والثالثة وهى الواجهة الجنوبية الشرقية وتطل على درب الطبلاوى.والمسجد تم تقسيمه من الداخل بواسطة بائكتين إلى ثلاثة أروقة موازية لجدار القبلة، وتتكون كل بائكة من ثلاثة عقود من نوع العقد المدبب الذى يشبه حدوة الفرس، وللمسجد بابان الرئيسى أولهما يقع في الواجهة الشمالية الغربية، أما المدخل الثانى فيقع في الضلع الجنوبى الغربى وهو يؤدى إلى دهليز مستطيل يوجد على يمينه ضريح مرزوق الأحمدى الذى أقيم فوق الخلوة التى كان يشغلها في حياته وعن يساره يوجد سلم صاعد يتوصل منه إلى الملحقات السكنية بالمسجد وإلى السطح باب الدخول إلى المئذنة.